# Chevrolet Orlando
Chevrolet Orlando (укр. Шевроле Орландо) — п'ятидверний, 5- або 7-місний компактвен

## Опис

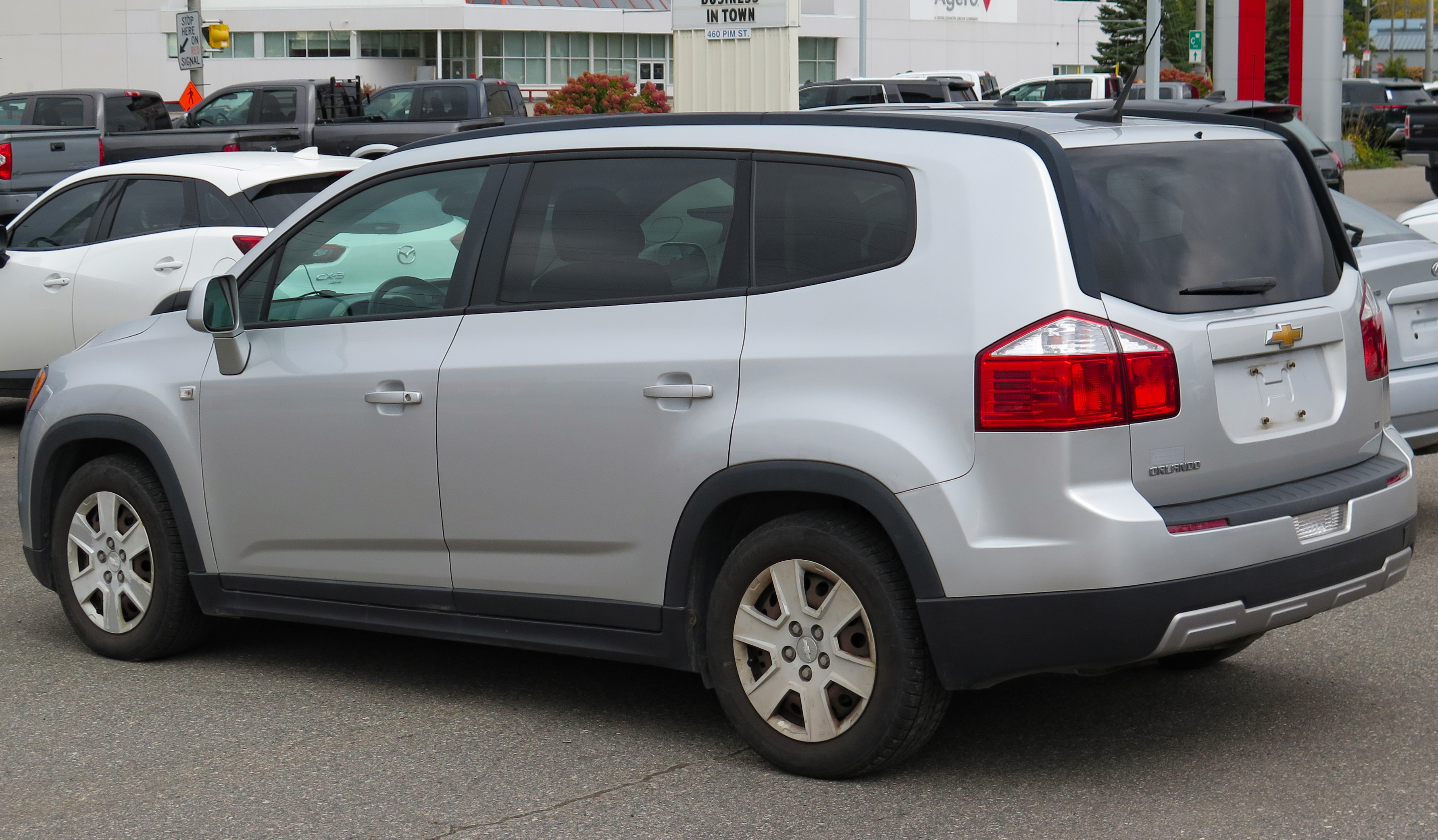
Chevrolet Orlando J309

Orlando збудований  на платформі Chevrolet Cruze, який випускається компанією General Motors під маркою Chevrolet в Південній Кореї. Якщо відстежити історіюШевроле Орландо аж до 1910 року, то можна побачити, що бренд, по суті, сформувався з Daewoo. Компанія перемістилася до Великої Британії в 1995 році, а в 2001 році компанію викупив концерн General Motors. Попередній автомобіль середнього розміру від Деу називався Tacuma, а пізніше був перейменований в Chevrolet. Незабаром після цього, Шевроле став одним з найбільш популярних марок. В Європі Chevrolet брав приклад з компанії Skoda і поєднував у собі ціну і якість. 
Вперше у вигляді концепт-авто був представлений в жовтні 2008 року на Паризькому автосалоні. Виробництво автомобіля почалось в другій половині 2010 року. Модель Орландо може поставлятися в трьох комплектаціях - LS, LT і LTZ, які відрізняються силовими агрегатами. Базові моделі LS поставляються з електропривідними вікнами і бічними дзеркалами, і системою дистанційного керування замком. Модифікації LT комплектуються: парктроніком, легкосплавними дисками і клімат-контролем. Моделі LTZ оснащені: клімат-контролем, автоматичними фарами і двірниками, а також м'яким підсвічуванням інтер'єру. Для Шевроле Орландо є три види двигунів - два дизельних і один бензиновий. Бензиновий двигун має об'єм 1,8-літра і потужність 141 к.с. Дизельні двигуни, об'ємом 2,0-літра, і мають потужність 131 і 163 кінських сил. Мотори можуть працювати в парі або з 5-ступінчастою механічною коробкою передач, або з 6-ступінчастою автоматичною з можливістю ручного перемикання. 

### Двигуни
| Модель       | Двигун    | Тип двигуна | Об'єм    | Потужність                   | Крутний момент      | Розгін, 0–100 км/год | Максимальна швидкість | Роки виробництва |
| ------------ | --------- | ----------- | -------- | ---------------------------- | ------------------- | -------------------- | --------------------- | ---------------- |
| 1.4 Ecotec T | Бензинові | R4          | 1364 cm³ | 103 kW (140 PS) bei 4900/min | 200 Nm bei 1850/min | 11,0 с               | 193 km/h              | 2012–2014        |
| 1.8 Ecotec   | Бензинові | R4          | 1796 cm³ | 104 kW (141 PS) bei 6200/min | 176 Nm bei 3800/min | 11,6 с               | 195 km/h              | 2011–2014        |
| 2.4 Ecotec   | Бензинові | R4          | 2384 cm³ | 130 kW (176 PS) bei 6700/min | 232 Nm bei 4900/min |                      |                       | 2011–2014        |
| 1.8 BiFuel   | Бензинові | R4          | 1796 cm³ | 104 kW (141 PS) bei 6200/min | 176 Nm bei 3800/min | 11,0 с               | 193 km/h              | 2011–2014        |
| 2.0 LPGi     | Бензинові | R4          | 1998 cm³ | 103 kW (140 PS) bei 6000/min | 184 Nm bei 4600/min | 11,6 с               | 195 km/h              | 2011–2014        |
| 2.0 TD       | Дизельні  | R4          | 1998 cm³ | 96 kW (130 PS) bei 3800/min  | 315 Nm bei 2000/min | 10,3 с               | 180 km/h              | 2011–2012        |
| 2.0 TD       | Дизельні  | R4          | 1998 cm³ | 120 kW (163 PS) bei 3800/min | 360 Nm bei 2000/min | 10,3 с               | 195 km/h              | 2011–2014        |